# Ftéri (Piérie)
Ftéri, en grec moderne : Φτέρη, est un village du dème de Kateríni, de Macédoine-Centrale en Grèce.
Selon le recensement de 2011, la population du village s'élève à 16 habitants.